# فصة متعددة القرون
الفصة متعددة القرون (باللاتينية: Medicago polyceratia) نوع نباتي يتبع جنس الفصة من الفصيلة البقولية.

## الموئل والانتشار
موطنها المغرب العربي وجنوب غرب أوروبا.

## مرادفات للاسم العلمي
- (باللاتينية: Trigonella polyceratia L.)
- (باللاتينية: Melilotus polyceratoides Lange))
- (باللاتينية: Trigonella pinnatifida Cav.)
- (باللاتينية: Trigonella polycerata L.)